# رایانش لبه‌ای چند دسترسی
محاسبات لبه چنددسترسی (به انگلیسی: Multi-access edge computing)، که قبلاً به‌عنوان محاسبات لبه همراه شناخته می‌شد، مفهومی در معماری شبکه است که توسط مؤسسه استانداردهای مخابراتی اروپا (ETSI)  تعریف شده است. این مفهوم امکان بهره‌برداری از قابلیت‌های محاسبات ابری و محیط خدمات فناوری اطلاعات (IT) را در لبه شبکه سلولی و به‌طور کلی‌تر در لبه هر شبکه‌ای فراهم می‌کند.
ایده اصلی محاسبات لبه چنددسترسی این است که با اجرای برنامه‌ها و انجام وظایف پردازشی مرتبط در نزدیکی مشتریان شبکه سلولی، ازدحام شبکه کاهش یافته و عملکرد برنامه‌ها بهبود می‌یابد. فناوری MEC به‌گونه‌ای طراحی شده است که در ایستگاه‌های پایه سلولی یا دیگر گره‌های لبه شبکه پیاده‌سازی شود و امکان استقرار سریع و انعطاف‌پذیر برنامه‌ها و خدمات جدید برای مشتریان را فراهم کند.
محاسبات لبه چنددسترسی با ترکیب عناصر فناوری اطلاعات و شبکه‌های مخابراتی، به اپراتورهای شبکه سلولی این امکان را می‌دهد که شبکه دسترسی رادیویی (به انگلیسی : radio access network) خود را به طرف‌های ثالث مجاز مانند توسعه‌دهندگان برنامه و ارائه‌دهندگان محتوا باز کنند.
استانداردهای فنی برای محاسبات لبه چنددسترسی توسط مؤسسه استانداردهای مخابراتی اروپا در حال توسعه هستند، که یک مقاله سفید فنی درباره این مفهوم منتشر کرده است.

## محاسبات توزیع شده در شبکه رادیویی
محاسبات لبه چنددسترسی محیطی برای محاسبات توزیع‌شده به منظور میزبانی برنامه‌ها و خدمات فراهم می‌کند. همچنین قابلیت ذخیره‌سازی و پردازش محتوا در نزدیکی مشترکان شبکه سلولی را دارد، که منجر به کاهش زمان پاسخ‌دهی می‌شود. علاوه بر این، برنامه‌ها می‌توانند به اطلاعات بلادرنگ شبکه دسترسی رادیویی (RAN) دسترسی داشته باشند.
عنصر کلیدی این فناوری، سرور برنامه MEC است که در عنصر شبکه RAN یکپارچه شده است. این سرور منابع محاسباتی، ظرفیت ذخیره‌سازی، قابلیت اتصال و دسترسی به اطلاعات RAN را ارائه می‌دهد. همچنین، از یک محیط اجرایی چندمستاجره و میزبانی برنامه‌ها پشتیبانی می‌کند.
برنامه‌های کاربردی به‌صورت تصاویر بسته‌بندی‌شده ماشین مجازی یا کانتینرهایی ارائه می‌شوند که سیستم‌عامل و برنامه‌های کاربردی را در خود جای داده‌اند. پلتفرم MEC همچنین مجموعه‌ای از خدمات میان‌افزار و خدمات زیرساختی را برای پشتیبانی از برنامه‌ها فراهم می‌کند.
نرم‌افزار برنامه‌ها می‌تواند از سوی فروشندگان تجهیزات، ارائه‌دهندگان خدمات، یا طرف‌های ثالث عرضه شود.

## استقرار
سرور برنامه MEC می‌تواند در ایستگاه پایه ماکرو EnodeB که بخشی از یک شبکه سلولی LTE است، یا در کنترل‌کننده شبکه رادیویی (RNC) که بخشی از یک شبکه سلولی 3G است، مستقر شود. همچنین، این سرور می‌تواند در یک سایت تجمیع سلولی چندفناوری قرار گیرد.
سایت تجمیع سلولی چندفناوری می‌تواند در محیط‌های داخلی یا خارجی واقع شود.

## مزایای تجاری و فنی
با استفاده از فناوری محاسبات لبه همراه ، یک اپراتور شبکه سلولی می‌تواند خدمات جدید را به‌طور مؤثر برای مشتریان خاص یا دسته‌های خاصی از مشتریان پیاده‌سازی کند. این فناوری همچنین بار سیگنال شبکه هسته‌ای را کاهش می‌دهد و می‌تواند برنامه‌ها و خدمات را به‌روشی کم‌هزینه میزبانی کند. علاوه بر این، داده‌هایی در مورد ذخیره‌سازی، پهنای باند شبکه، استفاده از CPU و سایر موارد برای هر برنامه یا خدماتی که توسط یک طرف ثالث مستقر می‌شود، جمع‌آوری می‌کند. توسعه‌دهندگان برنامه و ارائه‌دهندگان محتوا می‌توانند از نزدیکی به مشترکان سلولی و اطلاعات بلادرنگ شبکه دسترسی رادیویی  بهره‌برداری کنند.
محاسبات لبه همراه با استفاده از استانداردهای باز و رابط‌های برنامه‌نویسی کاربردی ، به‌کارگیری مدل‌های برنامه‌نویسی معمول، زنجیره ابزارها و کیت‌های توسعه نرم‌افزار (SDK ها) به منظور تشویق و تسریع در توسعه برنامه‌های جدید برای محیط جدید MEC، ایجاد شده است. 

## برنامه ها
از آنجا که معماری MEC اخیراً پیشنهاد شده است، هنوز تعداد کمی از برنامه‌ها این معماری را پذیرفته‌اند. با این حال، مطالعات موردی زیادی در مقالات اخیر پیشنهاد شده است. برخی از برنامه‌های قابل توجه در محاسبات لبه همراه (MEC) عبارتند از: پردازش انتقالی (به انگلیسی : computational offloading) ، تحویل محتوا، تحلیل داده‌های کلان موبایل، کشینگ ویدئو در لبه شبکه، محاسبات مشترک، خودروهای متصل، مکان‌های هوشمند، شرکت‌های هوشمند، بهداشت و درمان، شبکه‌های هوشمند ، زنجیره‌سازی عملکرد خدمات ، موقعیت‌یابی داخلی و غیره.

## موارد استفاده کنونی
برخی از برنامه‌هایی که از MEC استفاده می‌کنند، در سال ۲۰۱۵ در دسترس قرار گرفتند. به عنوان مثال، ردیابی موقعیت دستگاه‌های فعال به اپراتورها این امکان را می‌دهد که تجهیزات ترمینال فعال را بدون وابستگی به دستگاه‌های سیستم موقعیت‌یابی جهانی ردیابی کنند. این کار بر اساس الگوریتم‌های موقعیت‌یابی شخص ثالث در داخل یک برنامه میزبانی‌شده بر روی سرور برنامه MEC انجام می‌شود.
استفاده دیگر، کشینگ محتوای توزیع‌شده و سیستم نام دامنه (DNS) است که بار سرور را کاهش داده و سرعت تحویل داده‌ها به مشتریان را افزایش می‌دهد.
اولین محصول تجاری که به‌طور گسترده‌تر در دسترس قرار گرفت، AWS Wavelength است. مشتریان می‌توانند برنامه‌های خود را روی خدمات AWS در لبه شبکه ۴G/۵G یک اپراتور مخابراتی خاص اجرا کنند.

## استاندارد های فنی
استانداردهای فنی برای MEC در حال توسعه توسط مؤسسه استانداردهای مخابراتی اروپا (ETSI) است که در سال ۲۰۱۴ گروه مشخصات صنعتی جدیدی را برای این هدف ایجاد کرد. شرکت‌های مشارکت‌کننده در این فرآیند شامل موارد زیر هستند:
- Allot Communications Systems Ltd
- ASTRI
- AT&T
- B-Com
- Cadzow Communications Consulting
- Ceragon Networks
- Cisco Systems Belgium
- ETRI
- Eurecom
- Fujitsu Laboratories of Europe
- Hewlett-Packard France
- Huawei Technologies France
- Huawei Technologies (UK) Co. Ltd
- IBM Europe
- Intel Corporation
- ISMB
- InterDigital Communication
- ITRI
- JCP-Connect
- Juniper
- Motorola Mobility Ltd
- National Technique Assistance Centre
- NEC Europe Ltd
- Nokia Solutions and Networks
- NTT Corporation
- NTT Docomo
- Orange
- PoLTE
- PeerApp Ltd
- PT Portugal SGPS SA
- Quortus Limited
- Red Hat Ltd
- Saguna Networks
- Samsung Electronics R&D Institute UK Ltd
- Sony Europe Ltd
- Sony Mobile Communications
- Telecom Italia
- Telefonica
- Telekom Austria AG
- Turk Telekom
- Vasona Networks
- Verizon
- Viavi Solutions
- Vodafone Group Services plc
- Xilinx Inc.
- YAANA Ltd
- ZTE Corporation

این شرکت‌ها به‌طور مشترک در تلاشند تا استانداردهایی برای محاسبات لبه همراه ایجاد کنند که به توسعه این فناوری کمک کرده و به اپراتورها و توسعه‌دهندگان برنامه‌ها اجازه دهند از این معماری برای بهبود عملکرد، کاهش تأخیر، و افزایش کیفیت خدمات استفاده کنند.